# Charito
Charito (en llatí Charito) va ser una dama romana, esposa de l'emperador Jovià.
El seu nom no apareix a la Res Gestae d'Ammià Marcel·lí, la principal font per la història d'aquella època. La primera font que dona el seu nom és el Chronographikon syntomon de Nicèfor I de Constantinoble, i la primera font llatina és la Chronographia tripartita d'Anastasi el Bibliotecari. Segons alguns historiadors moderns, l'absència del nom de Charito és deguda a la seva poca influència política. De la mateixa manera, Ammià tampoc anomena a Àlbia Dominica, esposa de l'emperador Valent, per la seva poca rellevància.
El pare de Charito es deia Lucil·lià, un comandant que havia servit sota Constanci II, però que havia caigut en desgràcia sota Julià l'Apòstata. Va tornar a adquirir el càrrec amb la proclamació de Jovià, ocorreguda després de la mort de Julià en la guerra contra l'Imperi Sassànida.
Lucil·lià va ser mort per soldats rebels, i Charito havia donat a llum el seu segon fill Varronià, que va ser nomenat cònsol l'any 364 quan encara era un nen, juntament amb el seu pare. Segons Temisti Charito es va trobar amb el seu marit després de ser nomenat cònsol ell i el seu fill, però Joan Zonaràs descriu que l'emperadriu, encara de dol per la mort del seu pare, estava esperant que el seu marit arribés d'orient quan es va assabentar de la mort de Jovià durant el viatge.
Una carta de Joan Crisòstom dona a entendre que Charito va viure encara uns quants anys després de la mort del seu marit, preocupada per la sort del seu fill Varronià, que pel fet de ser fill d'un emperador i cèsar, podia ser mort per l'emperador regnant, com a possible usurpador del tron. A la seva mort, Charito va ser enterrada a l'església dels Sants Apòstols, a Constantinoble, al costat del seu marit.